# Alessandro Borghese - Celebrity Chef (terza edizione)
La terza edizione di Celebrity Chef è andata in onda a partire dal 25 marzo al 21 maggio 2024 su TV8 dal lunedì al venerdì nella fascia preserale.
La prima parte dell'edizione è andata in onda su TV8 dal 25 marzo al 25 aprile 2024 dal lunedì al venerdì nella fascia preserale, per un totale di 24 puntate.
Novità di quest'edizione è l'ingresso di una nuova giurata: Marisa Laurito, la quale subentra al posto di Angela Frenda, giurata con più presenze nella storia del programma; anche Alessandro Borghese assume il ruolo di giurato.
Nella seconda parte di questa edizione, andata in onda il martedì in prima serata su TV8 a partire dal 7 al 21 maggio 2024, Marisa Laurito è stata sostituita da un terzo giudice cha varia di puntata in puntata.
Mentre non cambia nulla per quanto riguarda l'assegnazione della stella della sala, a differenza delle edizioni precedenti, ognuno dei tre giudici dispone di sei stelle (tre bianche e tre nere) per giudicare il VIP in gara assegnandogli il numero più consono alla prestazione culinaria presentata; alla fine della puntata, la celebrity con più stelle guadagnerà il titolo di Celebrity Chef.
La terza parte dell'edizione, invece, è andata in onda dal 13 gennaio al 28 marzo 2025 su TV8 dal lunedì al venerdì nella fascia preserale. Alcuni episodi sono stati registrati a Venezia e i giurati sono Marisa Laurito e Moreno Cedroni, mentre altri, registrati a Milano, hanno visto nel banco della giuria, insieme ad Alessandro Borghese, Andrea Aprea e Maddalena Fossati.

## Puntate e ascolti

### Prima parte
| Puntata | Messa in onda  | Sfidanti             | Sfidanti          | Ascolti TV                  | Ascolti TV                  |
| Puntata | Messa in onda  | Sfidanti             | Sfidanti          | Telespettatori              | Share                       |
| ------- | -------------- | -------------------- | ----------------- | --------------------------- | --------------------------- |
| 1       | 25 marzo 2024  | Daniele Bossari      | Stella Bossari    | 377 000                     | 2,2%                        |
| 2       | 26 marzo 2024  | Toni Bonji           | Ubaldo Pantani    | 341 000                     | 1,9%                        |
| 3       | 27 marzo 2024  | Alessandra Celentano | Garrison Rochelle | 407 000                     | 2,3%                        |
| 4       | 28 marzo 2024  | Carlo Lucarelli      | Pablo Trincia     | 284 000                     | 1,7%                        |
| 5       | 29 marzo 2024  | Barbara Bouchet      | Corinne Cléry     | 257 000                     | 1,7%                        |
| 6       | 1º aprile 2024 | Nick Luciani         | Tiziano Leonardi  | 208 000                     | 1,5%                        |
| 7       | 2 aprile 2024  | Marco Marzocca       | Marta Filippi     | 325 000                     | 2,1%                        |
| 8       | 3 aprile 2024  | Costanza Caracciolo  | Juliana Moreira   | 302 000                     | 1,8%                        |
| 9       | 4 aprile 2024  | Omar Fantini         | Vera Spadini      | 295 000                     | 1,9%                        |
| 10      | 5 aprile 2024  | Pierpaolo Spollon    | Enzo Paci         | 402 000                     | 2,7%                        |
| 11      | 8 aprile 2024  | Margareth Madè       | Giuseppe Zeno     | 350 000                     | 2,2%                        |
| 12      | 9 aprile 2024  | Gabriella Golia      | Susanna Messaggio | 371 000                     | 2,3%                        |
| 13      | 10 aprile 2024 | Francesco Pannofino  | Andrea Pannofino  | 382 000                     | 2,4%                        |
| 14      | 11 aprile 2o24 | Davide Camicioli     | Marco Lucchinelli | 324 000                     | 2,1%                        |
| 15      | 12 aprile 2024 | Natasha Stefanenko   | Roberta Capua     | 278 000                     | 1,9%                        |
| 16      | 15 aprile 2024 | Gianmarco Tognazzi   | Marco Maccarini   | 344 000                     | 2,2%                        |
| 17      | 16 aprile 2024 | Angela Melillo       | Charlie Gnocchi   | 337 000                     | 2,1%                        |
| 18      | 17 aprile 2024 | Luca Ward            | Gianni Fantoni    | 401 000                     | 2,5%                        |
| 19      | 18 aprile 2024 | Roberta Vinci        | Stefano Meloccaro | 367 000                     | 2,3%                        |
| 20      | 19 aprile 2024 | Katia Pedrotti       | Ascanio Pacelli   | 328 000                     | 2,2%                        |
| 21      | 22 aprile 2024 | Pamela Petrarolo     | Emanuela Panatta  | 329 000                     | 2,0%                        |
| 22      | 23 aprile 2024 | Marco Fantini        | Beatrice Valli    | Dati Auditel non rilevabili | Dati Auditel non rilevabili |
| 23      | 24 aprile 2024 | Ellen Hidding        | Vincenzo Venuto   | Dati Auditel non rilevabili | Dati Auditel non rilevabili |
| 24      | 25 aprile 2024 | Rocco Barocco        | Cicelys Zelies    | Dati Auditel non rilevabili | Dati Auditel non rilevabili |

### Seconda parte
| Puntata | Messa in onda  | Terzo Giudice                | Sfidanti          | Sfidanti              | Ascolti TV     | Ascolti TV |
| Puntata | Messa in onda  | Terzo Giudice                | Sfidanti          | Sfidanti              | Telespettatori | Share      |
| ------- | -------------- | ---------------------------- | ----------------- | --------------------- | -------------- | ---------- |
| 25      | 7 maggio 2024  | Pierluigi Pardo              | Claudia Gerini    | Francesca Manzini     | 241 000        | 1,4%       |
| 26      | 14 maggio 2024 | Lucia Ocone                  | Dario Vergassola  | Cristina D’Avena      | 260 000        | 1,3%       |
| 27      | 21 maggio 2024 | Costantino della Gherardesca | Martina Colombari | Alessandro Costacurta | 294 000        | 1,5%       |
| 28      | 21 maggio 2024 | Enzo Miccio                  | Paola Barale      | Ditonellapiaga        | 294 000        | 1,5%       |

### Terza parte
| Puntata | Messa in onda    | Sede    | Sfidanti             | Sfidanti           | Ascolti TV     | Ascolti TV |
| Puntata | Messa in onda    | Sede    | Sfidanti             | Sfidanti           | Telespettatori | Share      |
| ------- | ---------------- | ------- | -------------------- | ------------------ | -------------- | ---------- |
| 29      | 13 gennaio 2025  | Venezia | Nancy Brilli         | Pierluigi Iorio    | 552 000        | 2,5%       |
| 30      | 14 gennaio 2025  | Venezia | Nina Palmieri        | Andrea Agresti     | 501 000        | 2,3%       |
| 31      | 15 gennaio 2025  | Venezia | Licia Colò           | Liala Antonino     | 535 000        | 2,6%       |
| 32      | 16 gennaio 2025  | Venezia | Antonio Orefice      | Artem Tkachuk      | 456 000        | 2,2%       |
| 33      | 17 gennaio 2025  | Venezia | Alan Friedman        | Antonio Caprarica  | 444 000        | 2,1%       |
| 34      | 20 gennaio 2025  | Venezia | Alessandro Tersigni  | Filippo Scarafia   | 523 000        | 2,4%       |
| 35      | 21 gennaio 2025  | Venezia | Barbara De Rossi     | Martina Tesanovic  | 379 000        | 1,7%       |
| 36      | 24 gennaio 2025  | Venezia | Andrea Dianetti      | Gilles Rocca       | 425 000        | 2,1%       |
| 37      | 27 gennaio 2025  | Venezia | Amanda Sandrelli     | Rosita Celentano   | 484 000        | 2,2%       |
| 38      | 28 gennaio 2025  | Venezia | Simon & The Stars    | Ada Alberti        | 465 000        | 2,2%       |
| 39      | 31 gennaio 2025  | Milano  | Ema Stokholma        | Herbert Ballerina  | 469 000        | 2,3%       |
| 40      | 3 febbraio 2025  | Milano  | Francesco Renga      | Jolanda Renga      | 536 000        | 2,5%       |
| 41      | 4 febbraio 2025  | Milano  | Antonella Fiordelisi | Estefania Bernal   | 531 000        | 2,5%       |
| 42      | 5 febbraio 2025  | Milano  | Fabio Canino         | Priscilla          | 453 000        | 2,1%       |
| 43      | 6 febbraio 2025  | Milano  | Edoardo Tavassi      | Nicolas Vaporidis  | 453 000        | 2,2%       |
| 44      | 7 febbraio 2025  | Milano  | Giancarlo Magalli    | Michela Magalli    | 469 000        | 2,3%       |
| 45      | 17 febbraio 2025 | Milano  | Maurizio Aiello      | Imma Pirone        | 492 000        | 2,2%       |
| 46      | 18 febbraio 2025 | Milano  | Barbara Petrillo     | Eleonora Caressa   | 411 000        | 1,9%       |
| 47      | 21 febbraio 2025 | Milano  | Federica Masolin     | Mario Giunta       | 412 000        | 2,1%       |
| 48      | 24 febbraio 2025 | Milano  | Alvina Verecondi     | Edoardo Stoppa     | 338 000        | 1,6%       |
| 49      | 25 febbraio 2025 | Milano  | Paolo Cevoli         | Elisabetta Garuffi | 435 000        | 2,0%       |
| 50      | 26 febbraio 2025 | Milano  | Simone Di Pasquale   | Rossella Erra      | 435 000        | 2,0%       |
| 51      | 27 febbraio 2025 | Milano  | Sergio Sylvestre     | Jeremias Rodriguez | 364 000        | 1,8%       |
| 52      | 28 febbraio 2025 | Milano  | Gianluca Gazzoli     | Alvin              | 346 000        | 1,7%       |
| 53      | 3 marzo 2025     | Milano  | Stefano Rapone       | Daniele Tinti      | 411 000        | 1,9%       |
| 54      | 4 marzo 2025     | Milano  | Jane Alexander       | Beatrice Luzzi     | 448 000        | 2,1%       |
| 55      | 7 marzo 2025     | Milano  | Bianca Nappi         | Simone Montedoro   | 431 000        | 2,1%       |
| 56      | 11 marzo 2025    | Milano  | Francesca Piccinini  | Elisa Di Francisca | 404 000        | 1,9%       |
| 57      | 14 marzo 2025    | Milano  | Thomas De Gasperi    | Matteo Maffucci    | 391 000        | 1,9%       |
| 58      | 20 marzo 2025    | Milano  | Veronica Peparini    | Andreas Müller     | 426 000        | 1,9%       |
| 59      | 27 marzo 2025    | Milano  | Antonella Elia       | Pietro Delle Piane | 373 000        | 1,8%       |
| 60      | 28 marzo 2025    | Milano  | Alessandro Egger     | Shade              | 377 000        | 1,9%       |